# 椿皿
椿皿（つばきざら）は、低い高台を持つ漆器の皿。

## 名称
- 横から見た椿の花の形に似ていることから[1]。

## 大きさ
- 径5寸（15センチくらい）ただし、近年は各種サイズがある。

## 用途
- 菓子皿や料理の取り皿に使う。